# Gayaman
Gayaman is een bestuurslaag in het regentschap Mojokerto van de provincie Oost-Java, Indonesië. Gayaman telt 4938 inwoners (volkstelling 2010).